# Astragalus asotinensis
Astragalus asotinensis es una especie de planta del género Astragalus, de la familia de las leguminosas, orden Fabales.
Fue descrita científicamente por Björk & Fishbein.